# Nur Sabri
Nur Hassan Sabri ʿAbbas (arabisch نور حسن صبري عباس, DMG Nūr Ḥasan Ṣabrī ʿAbbās, nach englischer Umschrift häufig Noor Ali Sabri; * 6. Juni 1984 in Bagdad) ist ein irakischer Fußballspieler.
In der Jugend war Sabri Stürmer, doch bei einer plötzlichen Sperrung des Torwarts seiner Mannschaft und angesichts der Tatsache, dass man schon drei Mal gewechselt hatte und somit kein neuer Torwart mehr herein konnte, entschied er sich, das Spiel als Torwart zu Ende zu spielen. Er überraschte alle, indem er überragende Leistungen als Torwart zeigte. Seitdem agiert er als Torwart. Im Jahr 2001 spielte er bei Al-Zawraa aus seiner Heimatstadt Bagdad, 2003 wechselte er zu Al-Quwa al-Dschawiya, ebenfalls einem Bagdader Fußballverein. Im Sommer 2006 ging er in den Iran und spielte bei Mes Kerman aus Kerman. Es folgte ein halbjähriges Engagement beim irakischen Club Duhok SC, bevor er im Sommer 2008 einen Vertrag bei Al-Talaba unterschrieb. Nach einer Saison bei Al-Quwa al-Dschawiya wechselte er im Herbst 2010 zum Zaxo SC.

## Nationalmannschaft
Bereits im Alter von 16 Jahren wurde Sabri vom damaligen irakischen Trainer Adnan Hamad für die Nationalmannschaft nominiert, kam dort aber nicht zum Einsatz. Mit der U-20-Mannschaft gewann er noch im selben Jahr die Asienmeisterschaft; bei diesem Turnier kam Sabri im Finale als Ersatz für den gesperrten Ali Ahmed zum Einsatz. Sein Länderspieldebüt für die A-Mannschaft gab er am 22. Juli 2002 beim 2:1-Sieg über Syrien in Bagdad. Im Jahr 2004 nahm er an den Olympischen Spielen teil.
Sabri wurde mit seinem Land Asienmeister 2007, beim Konföderationen-Pokal 2009 war er allerdings hinter dem gesetzten Mohammed Kassid nur die Nummer zwei und kam so zu keinem Einsatz.